# Пятьдесят тысяч рублей (Беларусь)
Пятьдеся́т ты́сяч рубле́й (бел. Пяцьдзясят тысяч рублёў) — номинал банкноты, использовавшейся в Беларуси с 1995 по 2017 год (с перерывом с 2001 по 2002 год).

## История
Первая 50 000-рублёвая банкнота в Беларуси была введена в обращение 15 сентября 1995 года. Выведена из обращения 1 января 2001 года. 20 декабря 2002 года была введена новая банкнота достоинством в 50 000 рублей. Выведена из обращения 1 декабря 2017 года.

## Характеристика

### 50 000 рублей 1995 года
На лицевой стороне изображены Холмские ворота Брестской крепости. Слева и справа от изображения помещены графические знаки защиты. Чуть дальше за правым знаком вертикально в две строки напечатано: «БРЭСЦКАЯ КРЭПАСЦЬ — ГЕРОЙ» и «„ХОЛМСКІЯ ВАРОТЫ“». В верхней части поля банкноты проходит орнаментальная полоса, в которой помещена надпись в две строки: «НАЦЫЯНАЛЬНЫ БАНК РЭСПУБЛІКІ БЕЛАРУСЬ» и «РАЗЛІКОВЫ БІЛЕТ». В правой верхней части банкноты на фоне орнаментальной полосы помещена большая аббревиатура «НБРБ». Под центральным изображением в две строки напечатан номинал банкноты в цифровом виде и прописью: «50 000» и «ПЯЦЬДЗЕСЯТ ТЫСЯЧ РУБЛЁЎ». В правом нижнем углу указан год образца — «1995», а чуть выше надпись «СТАРШЫНЯ ПРАЎЛЕННЯ» и факсимиле подписи.
На оборотной стороне размешается изображение входа в мемориал «Брестская крепость-герой» с подписью выше в две строки «„БРЭСЦКАЯ КРЭПАСЦЬ — ГЕРОЙ“» и «„УВАХОД У МЕМАРЫЯЛ“». Слева и справа от изображения нанесены цифровые обозначения номинала, а также серия и номер банкноты. Выше изображения напечатан номинал: «ПЯЦЬДЗЕСЯТ ТЫСЯЧ РУБЛЁЎ». В левом верхнем углу надпись: «ПАДРОБКА БІЛЕТАЎ НАЦЫЯНАЛЬНАГА БАНКА РЭСПУБЛІКІ БЕЛАРУСЬ ПРАСЛЕДУЕЦЦА ПА ЗАКОНУ».

### 50 000 рублей 2000 года
На лицевой стороне изображён замково-парковый комплекс «Мир» с подписью «МІРСКІ ЗАМАК». Слева и справа от изображения помещены графические знаки защиты. В верхней части поля банкноты проходит орнаментальная полоса, в которой помещена надпись «БІЛЕТ НАЦЫЯНАЛЬНАГА БАНКА РЭСПУБЛІКІ БЕЛАРУСЬ», а снизу прилегает защитный микротекст из повторяющейся аббревиатуры «НБРБ», в правой верхней части банкноты на фоне орнаментальной полосы помещена большая аббревиатура «НБРБ». Номинал обозначен цифрами в левой части банкноты, внутри виньетки справа сверху относительно центрального изображения, и словами «ПЯЦЬДЗЕСЯТ ТЫСЯЧ РУБЛЁЎ» под изображением банка. В нижней части проходит узорная кайма, к которой сверху прилегает микротекст из повторяющихся чисел «50 000», в правом нижнем углу банкноты внутри виньетки помещено обозначение года «2000».
На оборотной стороне изображён коллаж из декоративных элементов Мирского замка, по бокам от этого изображения размещены графические защитные элементы. Расположение защитных микротекстов на этой стороне такое же, как и на лицевой стороне. В верхней части номинал указан словами «ПЯЦЬДЗЕСЯТ ТЫСЯЧ РУБЛЁЎ», под центральным изображением размещено крупное число «50 000», обозначающее номинал. Серия и номер банкноты размещены вверху справа и внизу слева поля банкноты. В левом верхнем углу надпись: «ПАДРОБКА БІЛЕТАЎ НАЦЫЯНАЛЬНАГА БАНКА РЭСПУБЛІКІ БЕЛАРУСЬ ПРАСЛЕДУЕЦЦА ПА ЗАКОНУ».
В 2010 году была выпущена модифицированная банкнота 50 000 рублей образца 2000 года. Она была введена в обращение 29 декабря 2010 года. Причиной введения модификации банкноты послужило то, что после принятия новой орфографии белорусского языка, некоторые служебные надписи на банкноте стали содержать орфографические ошибки. В частности орфографическая ошибка появилась в обозначении номинала. Слово «пяцьдзесят» заменили на «пяцьдзясят». Изображения, цветовая гамма, размер банкнот остались прежними. Помимо изменения в написании обозначения номинала, была убрана защитная полимерная нить.

## Памятные банкноты
Выпуск банкноты посвящён включению замкового комплекса «Мир» в Список всемирного наследия ЮНЕСКО. Памятная банкнота помещена в специальную упаковку-буклет.
| Дата выпуска | Серия                  | Тираж     | Описание | Описание | Ссылки |
| Дата выпуска | Серия                  | Тираж     | Аверс | Реверс | Ссылки |
| ------------ | ---------------------- | --------- | --- | --- | ------ |
| 22 мая 2003  | Замкавы комплекс «Мір» | 1000 экз. | Изображение Мирского замка; логотипы ЮНЕСКО и Списка всемирного наследия; надписи: «Нацыянальны банк Рэспублікі Беларусь», «50 000 рублёў», «Замкавы комплекс „Мір“», «Спіс сусветнай спадчыны» | Коллаж, составленный из чертежей реконструкции Мирского замка, а также дипломов, один из которых подтверждает качество реставрационных работ в замке, второй — удостоверяет включение замкового комплекса «Мир» в Список всемирного наследия ЮНЕСКО. | [ 6 ]  |